# Paul Schmiedlin
Paul Schmiedlin   (Basilea, 2 de juny de 1897 - Berna, 2 de juliol de 1981) fou un futbolista suís, que jugava de centrecampista, que va competir durant la dècada de 1920.
El 1924 va prendre part en els Jocs Olímpics de París, on guanyà la medalla de plata en la competició de futbol. Pel que fa a clubs, defensà els colors del FC Berna (1920-1926). Amb la selecció nacional jugà 28 partits entre 1920 i 1925, en què no marcà cap gol.